# ATP Challenger Series 1982
In der folgenden Tabelle werden die Turniere der professionellen Herrentennis-Saison 1982 der ATP Challenger Series dargestellt. Sie bestand aus 41 Turnieren mit einem Preisgeld von 25.000 bis 50.000 US-Dollar. Es war die fünfte Ausgabe des Challenger-Turnierzyklus.

## Turnierplan

### Januar
| Datum1 | Ort   | Turnier          | Preisgeld | Draw    | Belag2 | Sieger Einzel | Sieger Doppel            |
| ------ | ----- | ---------------- | --------- | ------- | ------ | ------------- | ------------------------ |
| 02.01. | Perth | Perth Challenger | $ 25.000  | 64E/32D | Rasen  | Eddie Edwards | Syd Ball John Fitzgerald |

### Februar
| Datum1 | Ort      | Turnier             | Preisgeld | Draw    | Belag2        | Sieger Einzel | Sieger Doppel              |
| ------ | -------- | ------------------- | --------- | ------- | ------------- | ------------- | -------------------------- |
| 08.02. | Nairobi  | Nairobi Challenger  | $ 25.000  | 32E/16D | Sand          | Haroon Ismail | Drew Gitlin Jan Kodeš      |
| 15.02. | Tunis    | Tunis Challenger    | $ 50.000  | 32E/16D | Sand          | Juan Avendaño | Steve Meister Craig Wittus |
| 15.02. | Buchholz | Buchholz Challenger | $ 25.000  | 48E/28D | Hartplatz (i) | Mats Wilander | Mike Gandolfo Derek Tarr   |

### März
| Datum1 | Ort       | Turnier                | Preisgeld | Draw    | Belag2        | Sieger Einzel | Sieger Doppel              |
| ------ | --------- | ---------------------- | --------- | ------- | ------------- | ------------- | -------------------------- |
| 01.03. | São Paulo | São Paulo Challenger I | $ 25.000  | 32E/16D | Hartplatz (i) | Thomaz Koch   | Givaldo Barbosa Júlio Góes |

### April
| Datum1 | Ort          | Turnier                 | Preisgeld | Draw    | Belag2    | Sieger Einzel       | Sieger Doppel                       |                     |
| ------ | ------------ | ----------------------- | --------- | ------- | --------- | ------------------- | ----------------------------------- | ------------------- |
| 04.04. | Curitiba     | Curitiba Challenger     | $ 50.000  | 32E/16D | Sand      | Carlos Kirmayr      | Givaldo Barbosa João Soares         |                     |
| 04.04. | Johannesburg | Johannesburg Challenger | $ 25.000  | 48E/24D | Hartplatz | Danie Visser        | Freddie Sauer Schalk van der Merwe  |                     |
| 07.04. | Tokio        | Tokyo Challenger        | $ 25.000  | 32E/16D | Sand      | Nduka Odizor        | Pat Cash Craig A. Miller            |                     |
| 12.04. | Barcelona    | Barcelona Challenger    | $ 25.000  | 32E/24D | Sand      | Diego Pérez         | Sergio Casal Christoph Zipf         |                     |
| 12.04. | Bari         | Bari Challenger         | $ 25.000  | 32E/16D | Sand      | Paul McNamee        | Alejandro Ganzábal Gustavo Guerrero |                     |
| 14.04. | Chigasaki    | Chigasaki Challenger    | $ 25.000  | 32E/16D | Sand      | Tom Cain            | Charles Strode Morris Strode        |                     |
| 19.04. | Parioli      | Parioli Challenger      | $ 25.000  | 32E/16D | Sand      | Corrado Barazzutti  | Iván Camus Gabriel Urpí             |                     |
| 21.04. | Nagareyama   | Nagareyama Challenger   | $ 25.000  | 32E/16D | Hartplatz | Russell Simpson     | Charles Strode Morris Strode        |                     |
| 29.04. | Toyota       | Toyota Challenger       | $ 30.000  | 32E/16D | Hartplatz | Turnier abgebrochen | Turnier abgebrochen                 | Turnier abgebrochen |

### Mai
| Datum1 | Ort           | Turnier                  | Preisgeld | Draw    | Belag2    | Sieger Einzel     | Sieger Doppel                    |
| ------ | ------------- | ------------------------ | --------- | ------- | --------- | ----------------- | -------------------------------- |
| 03.05. | Berkeley      | Berkeley Challenger      | $ 25.000  | 64E/32D | Hartplatz | Scott McCain      | Lloyd Bourne Matt Mitchell       |
| 03.05. | Galatina      | Galatina Challenger      | $ 25.000  | 32E/13D | Sand      | Dominique Bedel   | Sergio Casal Alejandro Pierola   |
| 03.05. | Solihull      | Solihull Challenger      | $ 25.000  | 32E/16D | Sand      | Andrew Jarrett    | Anand Amritraj Brad Guan         |
| 10.05. | Lee-on-Solent | Lee-on-Solent Challenger | $ 25.000  | 32E/16D | Sand      | Brent Pirow       | Danie Visser Tian Viljoen        |
| 31.05. | Brescia       | Brescia Challenger       | $ 25.000  | 32E/16D | Sand      | Florin Segărceanu | Carlos Kirmayr Florin Segărceanu |
| 31.05. | Tampere       | Tampere Challenger       | $ 25.000  | 32E/16D | Sand      | Peter Bastiansen  | Magnus Tideman Jörgen Windahl    |

### Juni
| Datum1 | Ort        | Turnier               | Preisgeld | Draw    | Belag2 | Sieger Einzel   | Sieger Doppel                |
| ------ | ---------- | --------------------- | --------- | ------- | ------ | --------------- | ---------------------------- |
| 29.06. | Travemünde | Travemünde Challenger | $ 25.000  | 47E/24D | Sand   | Dominique Bedel | Wolfgang Popp Roland Stadler |

### Juli
| Datum1 | Ort              | Turnier                   | Preisgeld | Draw    | Belag2 | Sieger Einzel     | Sieger Doppel                  |
| ------ | ---------------- | ------------------------- | --------- | ------- | ------ | ----------------- | ------------------------------ |
| 05.07. | Köln             | Cologne Challenger        | $ 25.000  | 48E/24D | Sand   | Dominique Bedel   | Brad Guan Warren Maher         |
| 12.07. | Lissabon         | Lisbon Challenger         | $ 25.000  | 32E/16D | Sand   | Rocky Royer       | John Feaver Andrew Jarrett     |
| 19.07. | Campos do Jordão | Campos Challenger         | $ 50.000  | 32E/16D | Sand   | Mark Dickson      | Thomaz Koch José Schmidt       |
| 26.07. | Rio de Janeiro   | Rio de Janeiro Challenger | $ 50.000  | 48E/24D | Sand   | João Soares       | Dominique Bedel Belus Prajoux  |
| 26.07. | Neu-Ulm          | Müller Cup                | $ 25.000  | 48E/30D | Sand   | Karl Meiler       | Karl Meiler Jaroslav Navrátil  |
| 26.07. | San Benedetto    | San Benedetto Challenger  | $ 25.000  | 32E/16D | Sand   | Željko Franulović | Ilie Năstase Florin Segărceanu |

### August
| Datum1 | Ort          | Turnier                  | Preisgeld | Draw    | Belag2      | Sieger Einzel   | Sieger Doppel                 |
| ------ | ------------ | ------------------------ | --------- | ------- | ----------- | --------------- | ----------------------------- |
| 02.08. | Knokke-Heist | Knokke Challenger        | $ 50.000  | 32E/16D | Sand        | Tomáš Šmíd      | Zoltán Kuhárszky Hans Kary    |
| 02.08. | Porto Alegre | Porto Alegre Challenger  | $ 50.000  | 48E/24D | Sand        | Dominique Bedel | Givaldo Barbosa Ricardo Ycaza |
| 08.08. | Ostende      | Ostend Challenger        | $ 25.000  | 32E/16D | Sand        | Libor Pimek     | John Feaver Andrew Jarrett    |
| 09.08. | Brasília     | Brasília Challenger      | $ 50.000  | 48E/24D | Sand        | Mark Dickson    | Givaldo Barbosa João Soares   |
| 15.08. | Le Touquet   | Le Touquet Challenger    | $ 25.000  | 32E/16D | Sand        | Jeff Simpson    | John Feaver Jan Gunnarsson    |
| 15.08. | Tarragona    | Tarragona Challenger     | $ 25.000  | 32E/16D | Sand        | Sergio Casal    | Sean Brawley Christo Steyn    |
| 16.08. | São Paulo    | São Paulo Challenger II  | $ 50.000  | 32E/16D | Sand        | Júlio Góes      | Charles Strode Morris Strode  |
| 23.08. | Brüssel      | Brussels Challenger      | $ 25.000  | 32E/16D | Sand        | Jan Gunnarsson  | Alberto Tous Raúl Viver       |
| 23.08. | São Paulo    | São Paulo Challenger III | $ 25.000  | 32E/16D | Teppich (i) | Júlio Góes      | Thomaz Koch José Schmidt      |

### September
| Datum1 | Ort          | Turnier                 | Preisgeld | Draw    | Belag2 | Sieger Einzel | Sieger Doppel                  |
| ------ | ------------ | ----------------------- | --------- | ------- | ------ | ------------- | ------------------------------ |
| 06.09. | Messina      | Messina Challenger      | $ 25.000  | 32E/16D | Sand   | Pablo Arraya  | Gianni Marchetti Enzo Vattuone |
| 21.09. | Thessaloniki | Thessaloniki Challenger | $ 25.000  | 32E/16D | Sand   | Nduka Odizor  | John Feaver Nduka Odizor       |

### Oktober
| Datum1 | Ort    | Turnier           | Preisgeld | Draw    | Belag2    | Sieger Einzel     | Sieger Doppel               |
| ------ | ------ | ----------------- | --------- | ------- | --------- | ----------------- | --------------------------- |
| 18.10. | Porto  | Oporto Challenger | $ 25.000  | 32E/16D | Sand      | Jairo Velasco Sr. | Libor Pimek Thierry Stevaux |
| 25.10. | Sydney | Sydney Challenger | $ 25.000  | 64E/32D | Hartplatz | Pat Cash          | Peter Johnston John McCurdy |

### November
| Datum1 | Ort        | Turnier               | Preisgeld | Draw    | Belag2    | Sieger Einzel  | Sieger Doppel            |
| ------ | ---------- | --------------------- | --------- | ------- | --------- | -------------- | ------------------------ |
| 22.11. | Benin City | Benin City Challenger | $ 50.000  | 32E/16D | Hartplatz | Gianni Ocleppo | Hans Kary Gianni Ocleppo |

### Dezember
keine Turniere in diesem Monat
- 1 Turnierbeginn (ohne Qualifikation)
- 2 Das Kürzel „(i)“ (= indoor) bedeutet, dass das betreffende Turnier in einer Halle ausgetragen wurde.